# Claude Simon
Claude Eugène-Henri Simon (10 tháng 10 năm 1913 – 6 tháng 7 năm 2005) là nhà văn Pháp đoạt giải Nobel Văn học năm 1985.

## Tiểu sử
Claude Simon sinh ở Antananarivo, Madagascar, là con trai của một sĩ quan đã hy sinh khi Chiến tranh thế giới thứ nhất mới bắt đầu. Cùng với mẹ và ông bà ngoại, Simon về Perpignan (Pháp) và bắt đầu đi học. Simon tốt nghiệp trường trung học Stanislas ở Paris, sau học ở Đại học Oxford và Đại học Cambridge (Anh). Ông mơ trở thành họa sĩ nhưng phải từ bỏ ý định này sau một thời gian theo học hội họa và quay sang viết văn.
Năm 1936 Claude Simon sang Barcelona tham gia đội quân tình nguyện quốc tế chiến đấu chống lại tướng Francisco Franco. Trong Chiến tranh thế giới thứ hai, ông chiến đấu trên nhiều mặt trận và bị quân Đức bắt làm tù binh năm 1940. Sau khi trốn thoát khỏi trại tù binh, Simon trở về tham gia phong trào Kháng chiến ở thị trấn Perpignan.
Thành công đầu tiên trong văn học của Claude Simon đến vào năm 1945 sau khi xuất bản tiểu thuyết Le tricheur (Kẻ lừa đảo). Tác phẩm thời kì này viết theo lối trần thuật truyền thống, chịu ảnh hưởng của Fyodor Mikhailovich Dostoevsky, William Faulkner, Marcel Proust và triết học chủ nghĩa hiện sinh.
Từ giữa thập niên 1950 trở đi Claude Simon bắt đầu tìm tòi, đặt khởi đầu cho trào lưu Tiểu thuyết mới với đặc trưng là cốt truyện "hiện thực" trở thành thứ yếu, còn trung tâm chuyện kể là những miêu tả và các hình tượng không kết gắn với nhau về mặt thời gian, tất cả các cảm xúc đồng hiện trên một bình diện như trên một bức tranh. Năm 1960 Simon ký tên vào "Tuyên ngôn 121" của các trí thức Pháp ủng hộ phong trào đòi độc lập cho Algérie. Tiểu thuyết La route de Flandres (Những con đường xứ Flandres) cũng được xuất bản vào năm này đã mang lại cho ông giải thưởng của tạp chí Express năm 1961. Có thể nhận thấy trong tác phẩm này sự đứt đoạn giữa các sự kiện và ngôn ngữ mô tả chúng - một kĩ thuật mới trong phong cách tiểu thuyết - thể hiện kiếp người vô nghĩa, những đoạn đời không lối thoát, hoặc chỉ dẫn đến cái chết mà thôi. Tiểu thuyết Histoire (Lịch sử, 1967) được trao giải thưởng Meditri. Năm 1973 ông được phong học vị danh dự của Đại học Miền Đông nước Anh.
Từ thập niên 1980, Claude Simon trở về quê Perpignan, vừa viết văn vừa trồng nho. Với tiểu thuyết Les Géorgiques (Đồng nội, 1981), Simon bắt đầu xa rời phong cách thử nghiệm trong các cuốn sách trước đây của ông. Năm 1985 Simon được trao giải Nobel vì "sự kết hợp trong sáng tác của ông các nguyên tắc của thơ và hội họa", vì "nhận thức sâu sắc về vai trò của thời gian trong mô tả con người".
Năm 1989, nhà văn 76 tuổi cho ra đời tiểu thuyết L'acacia (Cây keo hoang) được đánh giá cao; cùng với Les Géorgiques là hai tác phẩm tự thuật độc đáo, trong đó lịch sử và hư cấu, quá khứ và hiện tại đan quyện vào nhau trong một hình thức kể chuyện vừa hư vừa thực. Claude Simon mất ở Paris năm 2005.

## Tác phẩm
- Le tricheur (Kẻ lừa đảo, 1945), tiểu thuyết
- La corde raide (Dây căng, 1947), tiểu thuyết
- Gulliver (1952), tiểu thuyết
- Le sacre du printemp (Mùa xuân đăng quang, 1954), tiểu thuyết
- Le vent (Gió, 1957), tiểu thuyết
- L'herbe (Cỏ, 1958), tiểu thuyết
- La route de Flandres (Con đường xứ Flandres, 1960), tiểu thuyết
- Le palace (Cung điện, 1962), tiểu thuyết
- La chevelure de Bérénice (Mái tóc Berenice, 1965), truyện ngắn
- Histoire (Lịch sử, 1967), tiểu thuyết
- La bataille de Pharsale (Trận Pharsale, 1969), tiểu thuyết
- Orion aveugle (Chòm Thiên Lang mờ tối, 1970), tiểu luận
- Les corps conducters (Những thân xác dẫn đường, 1971), tiểu thuyết
- Triptyque (Bức họa tam bình, 1973), tiểu thuyết
- Leçon de chose (Bài học vạn vật, 1975)
- Les Géorgiques (Đồng nội, 1981), tiểu thuyết
- L'acacia (Cây keo hoang, 1989), tiểu thuyết
- La Jardin des plantes (Vườn bách thảo, 1997), tiểu thuyết